# 观音山街道
观音山街道，是中华人民共和国江苏省南通市崇川区下辖的一个乡镇级行政单位。

## 行政区划
观音山街道下辖以下地区：
中桥社区、太平社区、山港桥社区、学堂桥社区、十八湾社区、中沙社区、盘香沟社区、世伦桥社区、海洪社区、朝东埭社区、埭伍桥社区、国胜社区、三桥社区、二桥社区、新胜社区和青龙桥社区。